# Racismo en España

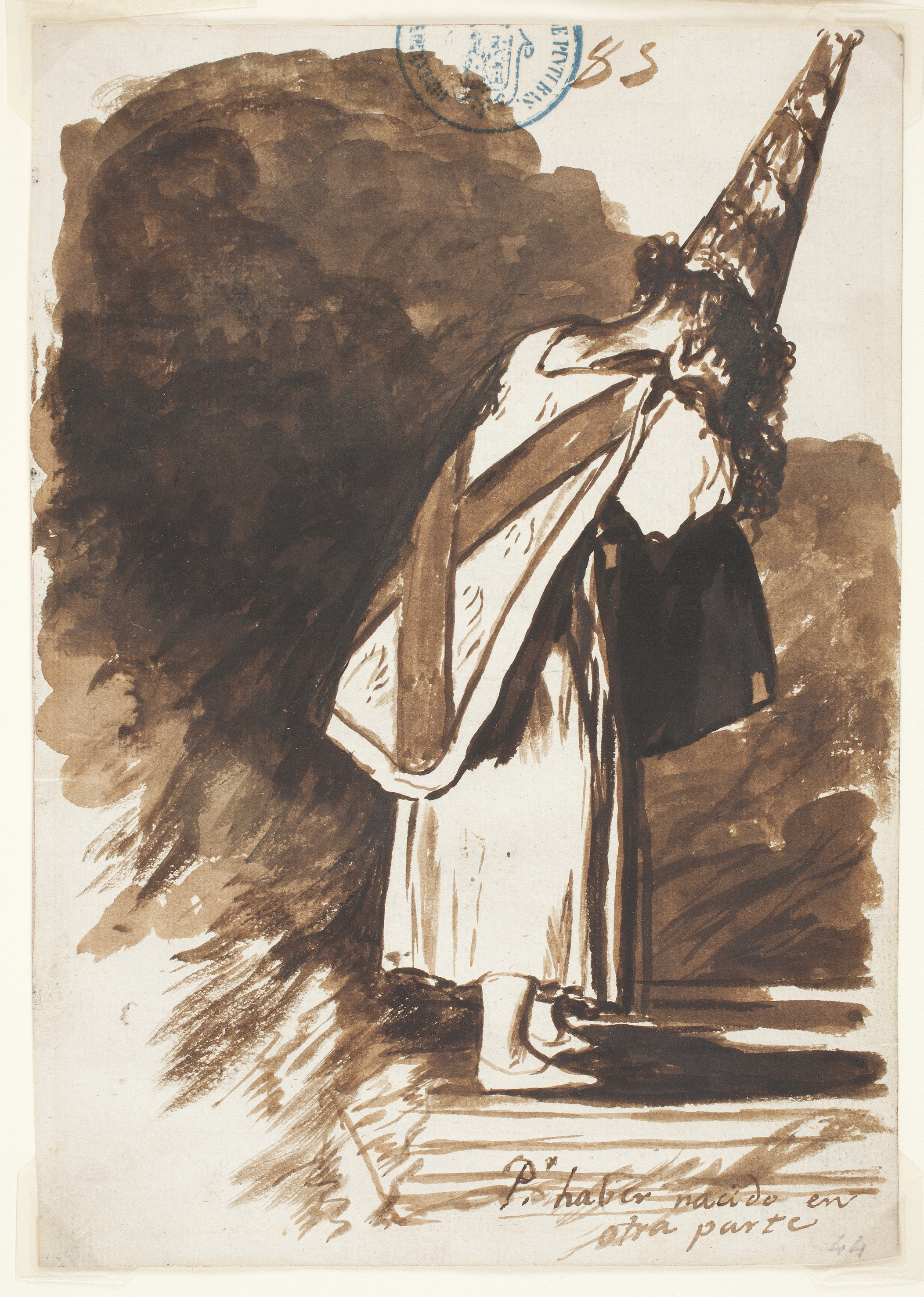
Por haber nacido en otra parte. Goya, 1808-1814.

El racismo en España tuvo su primera manifestación en los estatutos de limpieza de sangre, vigentes entre los siglos XV y XIX, y que también se trasladaron al Imperio español en América dando nacimiento allí al sistema de castas colonial. En el siglo XVIII hubo un intento de «exterminio» de la «mala raza» de los gitanos con la fracasada operación de la «Gran Redada», ideada y dirigida por el marqués de la Ensenada, ministro del rey Fernando VI. El racismo científico llegó a España en el siglo XIX y se proyectó tanto sobre el nacionalismo español, como sobre el catalán, el vasco y el gallego. Deslegitimado el racismo científico después de 1945, aunque en España tuvo su prolongación durante la dictadura franquista, adoptó nuevas formas como el racismo cultural dirigido a la población inmigrante o a la población gitana.[cita requerida]
El escritor Miguel de Unamuno criticó  la idea de la «raza española» difundida por el nacionalismo español:

Los unitarios que sueñan con la unidad impuesta de la fuerza hablan de raza española. Es no saber lo que se dice, tantas son las razas que han buscado el calor del sol de España.

## Edad Moderna

### La aparición del término «raza»

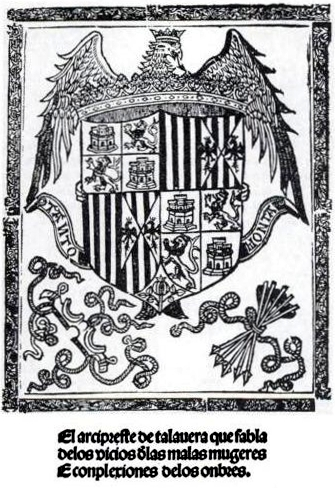
Portada de una edición de 1500 de El Corbacho. En esta obra del arcipreste Alfonso Martínez de Toledo acabada en 1438 apareció por primera vez en castellano el término «raza».

La primera constatación escrita de la palabra «raza» en castellano se encuentra en la obra El Corbacho del arcipreste Alfonso Martínez de Toledo publicada en 1438.

[...] toma dos fijos, uno de un labrador, otro de un cavallero: críense en una montaña so mando e disciplina de un marido e muger. Verás cómo el fijo del labrador todavía se agradará de cosas de aldea, como arar, cavar e traher leña con bestias; e el fijo del cavallero non se cura salvo de andar corriendo a cavallo e traer armas e dar cuchilladas e andar arreado. Esto procura naturaleza; asy lo verás de cada día en los logares do byvieres, que el bueno e de buena rraza todavía rretrae do viene, e el desaventurado, de vil rraza e linaje, por grande que sea e mucho que tenga, nunca rretraerá synón a la vileza donde desciende.

En esta obra el arcipreste de Talavera usa la palabra «raza» como sinónimo de linaje para señalar que un «labrador» será siempre un «labrador» («de vil raza e linaje») y un «cavallero» un «cavallero» («de buena raza») sin importar el contexto social en que se eduquen. Según Max Sebastián Hering Torres, «en este pasaje se evidencia que el término “raza” no pretendía nada más que ser una manifestación de procedencia, es decir, de linaje. El autor utiliza en principio la expresión “raza” de manera neutral y solo mediante la inclusión de un adjetivo positivo “buena raza” o de uno de carácter negativo “vil raza”, el término obtiene un componente valorativo. La palabra “raza” en sí misma no contiene, por tanto, ni una connotación halagadora ni peyorativa. Igualmente se muestra que dicha concepción de “raza” está acompañada por el imaginario de un ethos natural inmanente e invariable del ser».
Sin embargo, el significado más extendido del término «raza» en castellano en los siglos XV, XVI y XVII no era el de sinónimo de linaje, sino el de «mancha» o linaje «defectuoso», «maculado», o de «sangre impura». Proviene de la aplicación del término «raza» en otros contextos, como lo recoge el humanista Antonio Nebrija en su Diccionario (1495) cuando traduce la locución latina panni raritas como «raça del paño», es decir, una rareza o defecto en los paños, expresión muy utilizada por el gremio de sastres.
Así, los que tenían un linaje sin «impurezas» no tenían «raza». Agustín Salucio en 1599 redactó un discurso contrario a los estatutos de limpieza de sangre en el que en uno de sus apartados decía: «[...] porque para tener raza basta un rebisabuelo judio, aunque los otros 15 sean Cristianisimos y nobilissimos». En 1611 el filólogo Sebastián de Covarrubias en su renombrada obra Tesoro de la lengua castellana o española definía «raza» como «la casta de cauallos castizos, a los quales señalan con hierro para q sean conocidos» y decía también que «raza en los linages se toman en mala parte, como tener alguna raza de Moro, o Judio». Lorenzo Franciosini, posiblemente inspirado en Covarrubias, desarrolló en su libro Vocabolario español, e italiano una definición que pone de manifiesto la cercanía entre «limpieza» y «raza» de la siguiente manera: «Limpio: es a veces utilizado en España. Todo el que es cristiano viejo, es porque no tiene raza, ni procedencia mora ni judía». En 1638 Bartolomé Jiménez Patón escribió: «[...] que son los limpios Christianos viejos, sin raza, macula, ni descendencia, ni fama, ni rumor dello». Max Sebastián Hering Torres concluye que «no existe un nexo semántico-ideológico entre el término “raza” utilizado en los siglos XVI-XVII, con el utilizado en los siglos XVIII-X».

### La «limpieza de sangre»

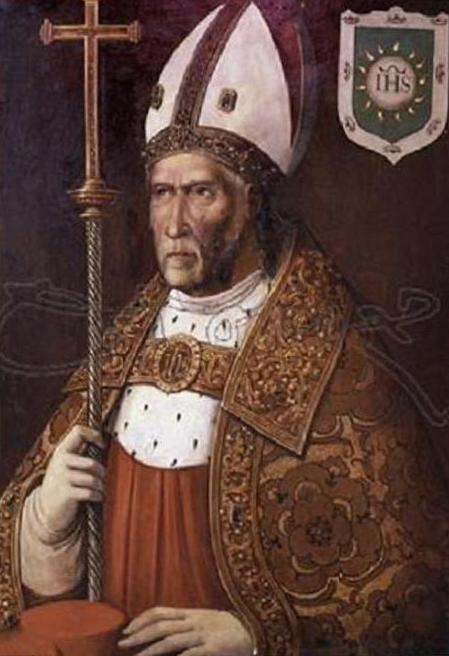
Retrato de Juan Martínez Silíceo, arzobispo de Toledo, por Francisco de Comontes. Nombrado en 1546, Martínez Silíceo, que se sentía muy orgulloso de ser un cristiano viejo, se opuso al nombramiento de un converso —cuyo padre había sido condenado por la Inquisición— para una canonjía vacante de la catedral. Silíceo logró que el papa revocara el nombramiento —en una carta le dijo que si se le admitía convertiría la sede toledana en una «nueva sinagoga»— y a continuación, el 23 de julio de 1547, convocó una reunión del cabildo en la que por 24 votos contra 10 se aprobó un estatuto de limpieza de sangre. Dos meses después el estatuto fue suspendido, debido al rechazo que levantó entre varios eclesiásticos de la diócesis toledana, pero en 1555 el papa lo aprobó y a continuación el rey Felipe II, lo ratificó

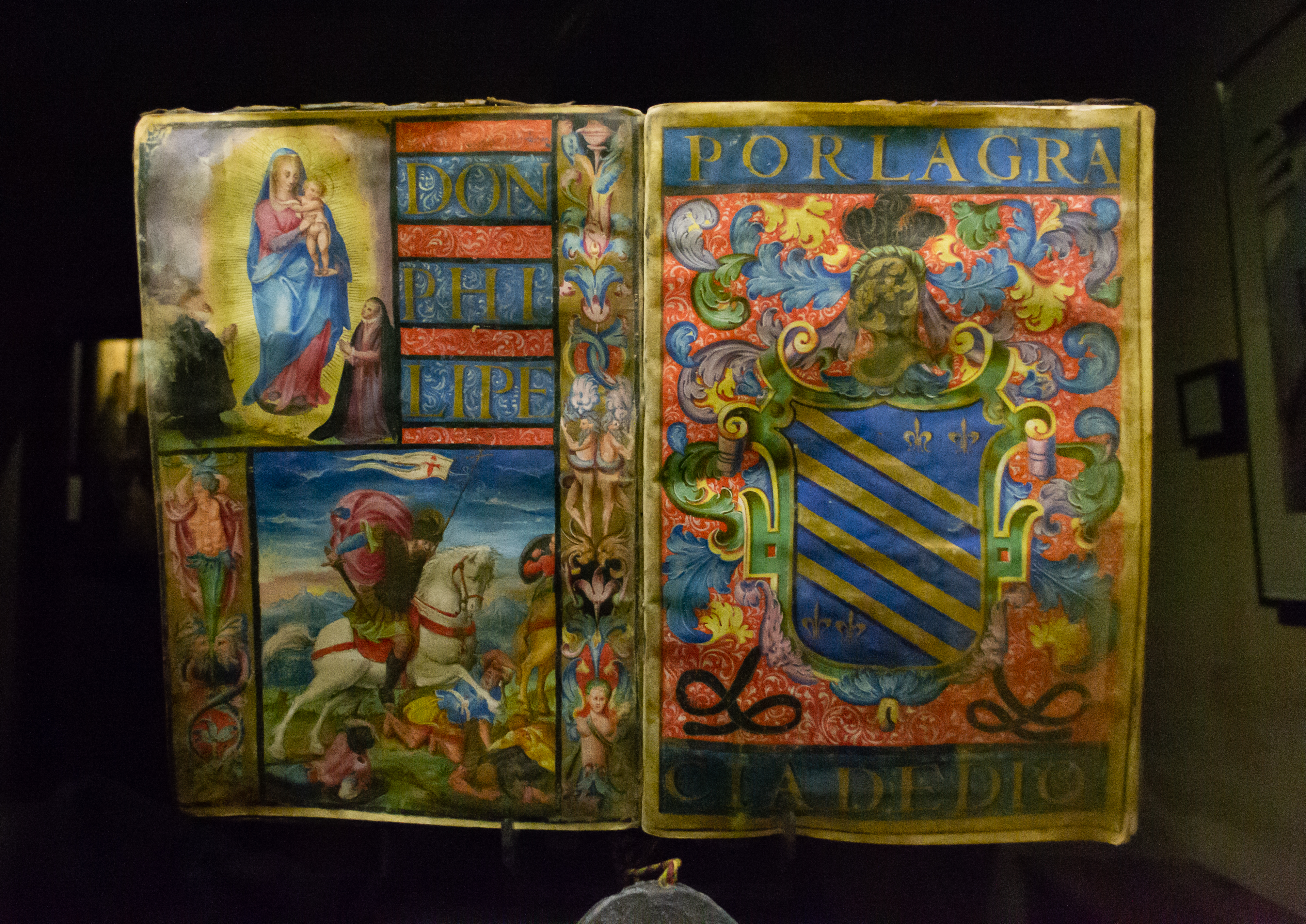
Ejecutoria o Proceso de limpieza de sangre de la familia Crespo López (Granada, Palacio de los Olvidados). Los que pretendían acceder a determinados cargos debían demostrar que entre sus antecesores no había habido nadie condenado por la Inquisición o que era judío o musulmán. Si las pruebas genealógicas que presentaba no eran consideradas suficientes, se nombraba una comisión que visitaba las localidades donde podía obtener información y tomar declaraciones juradas a testigos acerca de los ascendientes del pretendiente. El proceso podía durar años y eran frecuentes los sobornos y el perjurio para demostrar que se era «cristiano viejo».

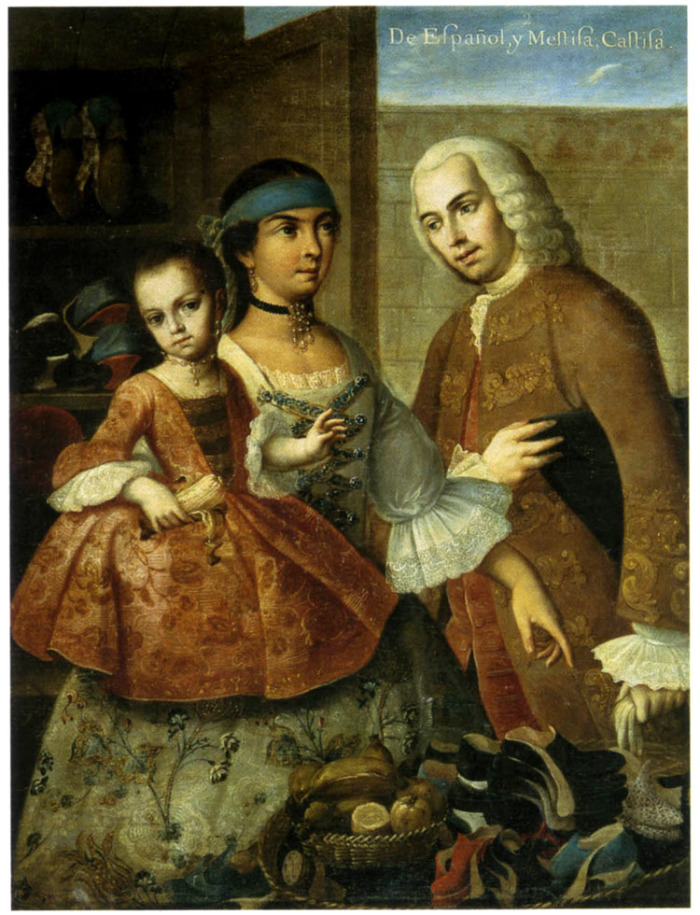
Pintura de castas del siglo XVIII que representa a una castiza, resultado de la unión de una mestiza y un español.

Los estatutos de limpieza de sangre fueron el mecanismo de discriminación legal en la Monarquía Hispánica hacia la minoría judeoconversa (que junto con los miembros de la minoría morisca constituían los cristianos nuevos). Consistían en exigir al aspirante a ingresar en las instituciones que lo adoptaban el requisito de descender de «cristiano viejo», es decir, de no tener ningún antepasado judío. Su principal problema, y que causó el rechazo de determinados sectores eclesiásticos, era el hecho de que presuponían que ni siquiera el bautismo lavaba los pecados de los individuos, algo completamente opuesto a la doctrina cristiana. El primer estatuto de limpieza de sangre fue la "Sentencia-Estatuto" aprobada en 1449 en la ciudad de Toledo.
Los estatutos de limpieza de sangre se basaban en «la idea de que los fluidos del cuerpo, y sobre todo la sangre, transmitían del padre y la madre a los hijos un cierto número de cualidades morales» y en la de que «los judíos, en tanto que pueblo, eran incapaces de cambiar, a pesar de su conversión». Como dijo fray Prudencio de Sandoval del «santo y prudente» estatuto de limpieza de sangre de la catedral de Toledo de 1555, que sirvió de modelo a todos los posteriores,

¿Quién podrá negar que en los descendientes de los judíos se perpetúa y dura la inclinación al mal de su antigua ingratitud y desconocimiento, como en los negros el accidente inseparable de su negritud? Incluso si se unen mil veces con mujeres blancas, sus hijos nacen con el color castaño de su padre. Así, el judío puede descender por tres lados de gentilhombres o de viejos cristianos, un único mal linaje lo infecta y lo echa a perder, porque por sus acciones, en todos los sentidos, los judíos son dañinos.

El historiador francés Jean-Frédéric Schaub ha atribuido los estatutos de limpieza de sangre a la competencia para el acceso a los cargos y a las dignidades que para los cristianos, que pronto se llamarán a sí mismos «cristianos viejos», suponían los «cristianos nuevos», liberados por fin de las numerosas restricciones que como judíos padecían antes de la conversión. Además, «eclesiásticos y magistrados temían el debilitamiento de la ortodoxia católica romana» que podía suponer la entrada en la comunidad cristiana de estos nuevos miembros.
Según Henry Kamen, «fue sin duda la Inquisición la que, a partir de 1480, dio mayor impulso a la propagación de la discriminación [contra los conversos]. El antagonismo social, del que ya muchos españoles eran conscientes, fue aumentando en ese momento con el espectáculo de miles de judaizantes, a los que se había hallado culpables de prácticas heréticas y a los que se había condenado a la hoguera. Parecía como si la religión verdadera debiera ser protegida excluyendo a los conversos de todos los cargos importantes».
La nueva división entre «cristianos viejos» y «cristianos nuevos» (y no-cristianos), que había sustituido a la medieval entre cristianos y no-cristianos, se tradujo en un interés generalizado por la genealogía. «Por todas partes, las familias se dedicaron a establecer su ascendencia para afirmar mejor su posición social. Los viejos cristianos deseaban probar que no estaban mezclados con los convertidos. Los nuevos cristianos, mediante el recurso a la falsificación, intentaban borrar las huellas del pasado de sus ancestros».
Sigue siendo objeto de debate si los estatutos de limpieza de sangre ibéricos son el origen del racismo europeo moderno. Según Jean-Fréderic Schaub «la contribución de los estatutos de pureza de sangre ibéricos a la formación de las categorías raciales se sitúa en el punto de unión entre exclusión personal y estigmatización colectiva». Según Max Sebastián Hering Torres, «por primera vez en la historia europea se utilizan los criterios "raza" y "sangre" como estrategia de marginación. Moralistas como Torrejoncillo no duda en afirmar [en Centinela contra judíos] que el judaísmo se define con base en la "sangre", sin importar que la conversión al cristianismo hubiera tenido lugar hace veintiuna generaciones».
Los estatutos de limpieza de sangre también se establecieron en el Imperio español en América como un instrumento para asegurar la preeminencia social de los «peninsulares» (los colonizadores nacidos en Europa, también llamados «gachupines» o «chapetones») y de los «criollos» (los colonizadores nacidos en América de ascendencia hispana). En este caso se trataba de demostrar que no se tenía ningún ascendiente indio o africano. Y esto era especialmente relevante en una sociedad colonial cada vez más mezclada étnicamente, hasta el punto de estructurarse según un sistema de castas determinado por el color de la piel ―lo que ha sido calificado como una «pigmentocracia»―.  Como ha destacado el hispanista británico John Elliott, «la limpieza de sangre se convirtió en la América española en un mecanismo para el mantenimiento del control por parte de la élite dominante. La acusación de sangre mezclada, que acarreaba el estigma de ilegitimidad (agravado por el de la esclavitud cuando había también ascendencia africana), se podía usar para justificar una política segregacionista que excluía a las castas de cargos públicos, desde el ingreso en corporaciones municipales y órdenes religiosas hasta la matriculación en colegios y universidades, y también de la afiliación en muchos gremios y cofradías».

### El intento de «exterminio» de los gitanos: la «Gran Redada» de 1749

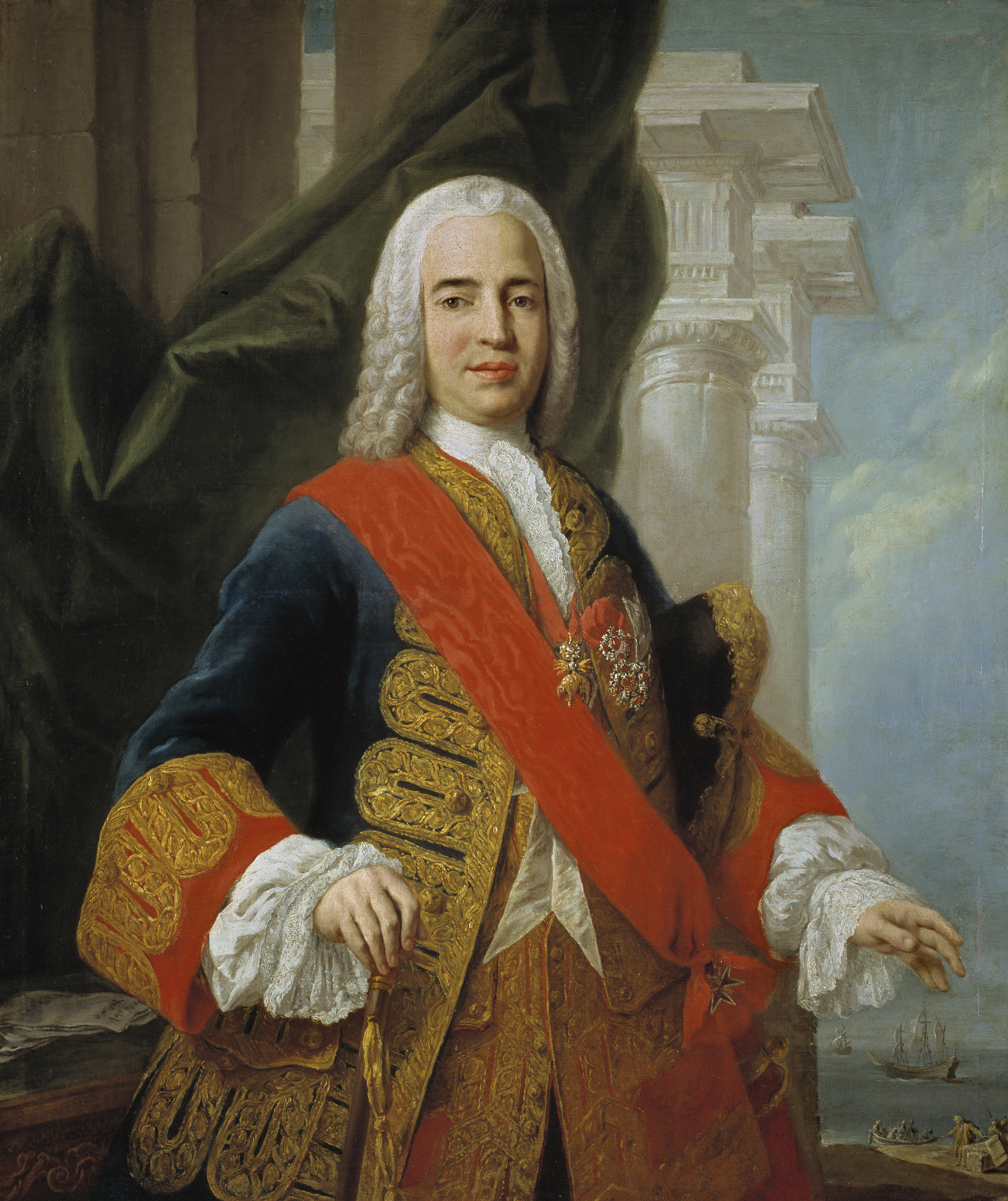
Retrato del marqués de la Ensenada

El proyecto de «exterminio» del pueblo gitano conocido como la «Gran Redada» —oficialmente, Prisión general de gitanos— fue ideado y dirigido por el marqués de la Ensenada, ministro de Fernando VI, y consistía en recluir separadamente a los hombres y a las mujeres gitanos para que no pudieran reproducirse y conseguir así su «extinción». Se inició en la madrugada del 31 de julio de 1749 y prosiguió durante los días siguientes. Manuel Ángel del Río Ruiz, de la Universidad de Sevilla, lo ha calificado como un proyecto de «disolución y de exterminio cultural», mientras que José Luis Gómez Urdáñez, de la Universidad de la Rioja, lo ha considerado como un proyecto genocida. Antonio Domínguez Ortiz ya lo había afirmado en 1976: «Ensenada planeó un verdadero genocidio».
El proyecto de «exterminio» de Ensenada contaba con el antecedente de la orden de expulsión de los gitanos dictada los Reyes Católicos en 1499, que fue renovada por Felipe II en 1537 y por Felipe III en 1619.

«Mandamos a los egipcianos que andan vagando por nuestros reinos y señoríos con sus mujeres e hijos, que del día que esta ley fuera notificada y pregonada en nuestra corte, y en las villas, lugares y ciudades que son cabeza de partido hasta sesenta días siguientes, cada uno de ellos viva por oficios conocidos, que mejor supieran aprovecharse, estando atada en lugares donde acordasen asentar o tomar vivienda de señores a quien sirvan, y los den lo hubiese menester y no anden más juntos vagando por nuestros reinos como lo facen, o dentro de otros sesenta días primeros siguientes, salgan de nuestros reinos y no vuelvan a ellos en manera alguna, so pena de que si en ellos fueren hallados o tomados sin oficios o sin señores juntos, pasados los dichos días, que den a cada uno cien azotes por la primera vez, y los destierren perpetuamente destos reinos; y por la segunda vez, que les corten las orejas, y estén sesenta días en las cadenas, y los tornen a desterrar, como dicho es, y por la tercera vez, que sean cautivos de los que los tomasen por toda la vida.»
Real Pragmática de 1499, fechada en Medina del Campo, Novísima Recopilación, Libro XII, título XVI .

En los siglos XVI y XVII, especialmente en este último, abundaron las órdenes para limitar los movimientos y los asentamientos de los gitanos. La medida más radical fue su expulsión del Reino de Navarra, dictada en 1628. Todo ello se enmarcaba en la lucha contra la llamada «plaga social del vagabundeo», que también se daba en otros lugares de Europa donde las comunidades rom, denominadas de diversas formas (zíngaros, gitanos, egipcios, bohemios, etc.) eran encasilladas entre los «vagabundos de raza», siendo acusados sus miembros de «depredadores de lo ajeno», de «vagos», de violadores de los preceptos cristianos al casarse entre congéneres, a lo que hay que sumar las acusaciones de hechicería, canibalismo y rapto de niños.
Para acabar con el «vagabundeo» de los gitanos una orden de 1717 del nuevo rey borbón Felipe V les obligó a residir en cuarenta y un municipios. Años más tarde se permitió que los gitanos pudieran permanecer en aquellos lugares en donde llevaran viviendo más de diez años, algo no siempre fácil de certificar. En 1745, ya con el marqués de la Ensenada en el gobierno, se aprobó que a los gitanos que fueran encontrados fuera de los términos de los cuarenta y un municipios en los que se les había obligado a avecindarse «sea lícito hacer sobre ellos armas y quitarlos la vida» ―hasta entonces la pena de muerte solo se había aplicado a los gitanos «acuadrillados» que llevaran armas de fuego―.
Conseguida la aprobación del rey, Ensenada puso en marcha un gran operativo minuciosamente preparado. En el preámbulo de las instrucciones dadas a las autoridades locales se les decía que el «único medio» para «curar tan grave enfermedad» («el vago y dañino pueblo que infecta a España de gitanos») era «exterminarlos de una vez». El 31 de julio de 1749 y en los días posteriores fueran sacados de sus casas o de sus asentamientos unos 9000 gitanos y gitanas de todas las edades ―más de la mitad en Andalucía―, que se sumaron a los alrededor de 3000 que ya se encontraban en prisión. En general solo ofrecieron resistencia cuando se procedió a separar a las familias: las mujeres, las niñas y los niños menores de siete años, por un lado, que fueron recluidos en casas de misericordia o en otros lugares, como la Alcazaba de Málaga; los varones y los niños mayores de siete años por otro, que fueron llevados a trabajar en los Arsenales de la Marina de Guerra.

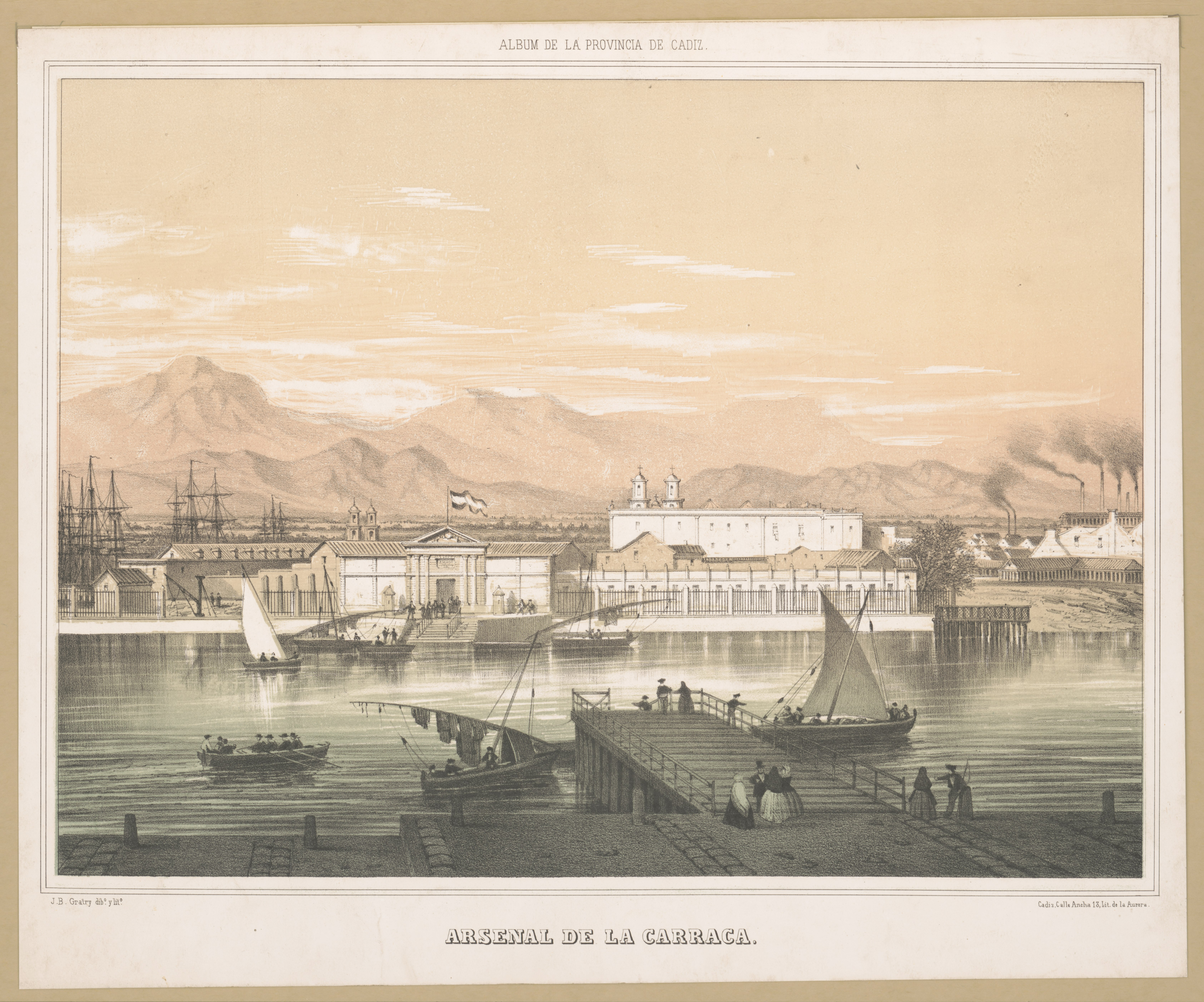
Arsenal de La Carraca (Cádiz), a donde fueron llevados varios miles de varones gitanos y de niños mayores de siete años.

A mediados de agosto Ensenada se lamentaba de no «haberse logrado la prisión de todos». Además le llegaban noticias de alborotos en los arsenales y de gitanos que habían huido, por lo que reiteró sus instrucciones de que «en todas partes se solicite y asegure la prisión de los que hubiesen quedado» para conseguir el encarcelamiento de todos «los avecindados y vagantes de estos Reinos, sin excepción, de sexo, estado ni edad». Asimismo, tenía que responder a las quejas que le llegaban de los gobernadores de los arsenales y de los alcaides de las casas de misericordia, completamente hacinadas.
Para evaluar el estado de la operación se reunió una Junta el 7 de septiembre bajo la supervisión del confesor del rey Francisco Rávago y allí Ensenada disfrazó su fracaso, del que culpó a las autoridades locales, proponiendo una medida de perdón. Así el 27 de octubre se emitió una Instrucción en la que se ordenaba que fueran liberados los gitanos que acreditaran un «buena» forma de vida. El resto seguirían recluidos en los arsenales (los varones) y en las casas de misericordia (las mujeres). A pesar de la «benigna» Instrucción el marqués de la Ensenada siguió con su plan de evitar la «procreación» «de tan malvada raza». De hecho en la Instrucción incluyó un nuevo caso al que se le podía aplicar la pena de muerte: «al que huyere, sin más justificación, se le ahorcará irremisiblemente». No fueron muchos los gitanos liberados en aplicación de la Instrucción del 27 de octubre.
La resistencia que ofrecieron los gitanos a trabajar en los arsenales ―hicieron huelgas de brazos caídos a pesar del riesgo que corrían de que se les aplicaran grilletes o cepos o de ser ahorcados―, las fugas para reunirse con sus mujeres y sus hijos y las protestas violentas, sobre todo de las gitanas presas, forzaron a que el nuevo rey Carlos III, una vez destituido Ensenada por su antecesor en el trono en 1754, aprobara en 1763 un indulto ―«algo poco frecuente en el Antiguo Régimen», apostilla José Luis Gómez Urdáñez― y que algunos ministros comenzaran a cuestionar las política que se había aplicado hasta entonces y que culminaría con la promulgación Pragmática Sanción de 1783.
Aunque fracasó el plan de acabar con «tan malvada raza» —«Estas gentes que llaman gitanos no tienen religión; puestos en presidio se les enseñará y se acabará con tan malvada raza», había afirmado Ensenada— el daño causado por la «Gran Redada», según Manuel Martínez Martínez, del Instituto de Estudios Almerienses, fue «incalculable, pues causó una profunda brecha entre ambas comunidades [gitanos y no gitanos] y acentuó la pobreza y la marginalidad de una colectividad étnica que prácticamente en su totalidad se hallaba asentada y en proceso de completa integración».
En sus viajes por España en la década de 1830, el predicador protestante inglés George Borrow conectó con las comunidades gitanas, cuya lengua y costumbres estudió. En cuanto a su situación legal, comparándola con la de otros países, hizo la siguiente apreciación: 

[...] quizás no haya un país en el que se hayan hecho más leyes con miras de suprimir y extinguir el nombre, la raza y el modo de vivir de los gitanos como en España.

## SiglosXIXyXX: la llegada del racismo científico a España
Según Gonzalo Álvarez Chillida, la recepción en España del racismo científico, entendido como una doctrina "que afirma la determinación biológica hereditaria de las capacidades intelectuales y morales del individuo, y la división de los grupos humanos en razas, diferenciadas por caracteres físicos asociados a los intelectuales y morales, hereditarios e inmutables" y que "afirma también la superioridad intelectual y moral de unas razas sobre otras, superioridad que se mantiene con la pureza racial y se arruina con el mestizaje", lo que "conduce a defender el derecho natural de las razas superiores a imponerse sobre las inferiores", tuvo ciertas dificultades para abrirse paso en España debido a lo arraigada que estaba la concepción casticista del español, definido en contraposición al "moro" y al "judío" entendidos no como "razas" sino como linajes de origen religioso. "En el imaginario español la contraposición judío-cristiano seguía predominando sobre la más moderna semita-ario. De hecho se hablaba mucho más de la raza judía que de la semita".
Sin embargo España no quedó al margen de las nuevas ideas "racialistas" que se estaban desarrollando en el resto del continente europeo. En 1838 comienza a difundirse la frenología y hacia finales de siglo se realizan los primeros estudios de craneometría, entre los que destacan Luis de Hoyos Sainz y Telesforo de Aranzadi, autores de Un avance a la antropología en España (1892) y de Unidades y constantes de la crania hispánica (1913), o Federico Olóriz, autor de Distribución geográfica del índice cefálico en España (1894). Las ideas eugenésicas tardaron más en penetrar pues no se difundieron hasta la década de 1920 -las Primeras Jornadas Eugenésicas Españolas tuvieron lugar en 1928-. Así, "la creencia en que la herencia influía decisivamente en las características físicas, psíquicas y morales de los individuos" se impuso en todos los sectores sociales y políticos.

### El racismo en el nacionalismo español

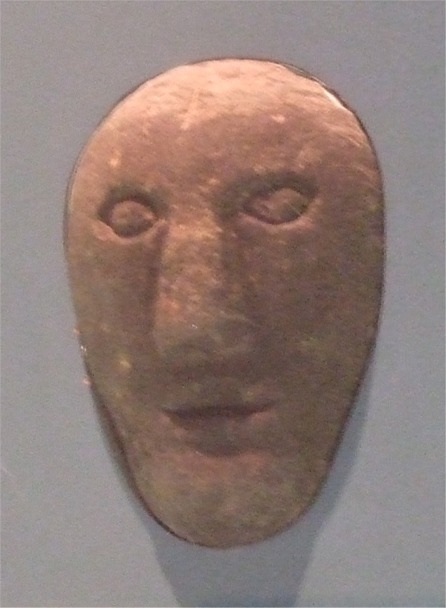
Cabeza celtibérica del Museo de Zaragoza.

Las nuevas ideas racialistas -junto con los hallazgos arqueológicos y paleontológicos- afectaron al relato tradicional basado en la Biblia sobre los orígenes de los españoles por lo que el mito de que descendían de Túbal y Tarsis, nieto y bisnieto de Noé respectivamente, ya no se pudo sostener. La alternativa se fue elaborando a lo largo del siglo XIX y el resultado fue que el origen de la "raza española" eran los celtíberos, cuyos rasgos habían permanecido inalterables hasta la actualidad, y que a su vez eran el resultado de la fusión de dos razas: una preindoeuropea, los iberos, cuyo origen se solía situar en el norte de África; y otra indoeuropea, los celtas venidos del centro de Europa. Esta "solución" al problema del origen de la "raza española" explicaría la poca insistencia que hubo entre los nacionalistas españoles en profundizar en dos aspectos fundamentales del racismo: la pureza racial y la superioridad de los arios sobre las demás razas. Este no fue el caso de los nacionalismos vasco, catalán y gallego que emergieron a finales del siglo XIX.
Se siguen debatiendo las razones del relativo fracaso de la construcción nacional (nation building) española en el siglo XIX, que conduce al debate regeneracionista sobre el ser de España a raíz del desastre de 1898 y del surgimiento de los nacionalismos "periféricos" vasco, catalán y gallego (Sabino Arana, Eduardo Pondal y el Adéu Espanya de Joan Maragall). El planteamiento de razas inferiores y superiores, identificadas con naciones emergentes y decadentes, está en el ambiente intelectual de la época, lleno de alusiones a la virilidad y el valor que acompaña al pasado y deseado gran Imperio. La conmemoración del cuarto centenario del descubrimiento de América (1892), había inaugurado cierta recuperación del "orgullo español" y de su papel en el mundo, que culmina con la proclamación del 12 de octubre (fecha del desembarco de Colón en San Salvador-Guanahaní) como día de la Raza, pero la pérdida de los últimos territorios del Imperio español en Asia y América en 1898 tras la guerra hispano-estadounidense cuestionó dicha recuperación.
El racismo "científico" basado en el racialismo, cuyo ejemplo más extremo sería el racismo nazi, no tuvo un gran arraigo en el nacionalismo español, debido, según Gonzalo Álvarez Chillida, al predominio de la "concepción espiritualista" del hombre y a que «los conceptos de raza pura y de superioridad aria difícilmente se podían defender (entonces y hoy), en un país como España, tan evidentemente ajeno a ambos». Pero, como sostiene este mismo historiador, ello no quiere decir que otro tipo de ideas racistas no estuvieran extendidas», como fue el caso de Ramiro de Maeztu y su libro Defensa de la Hispanidad (1934), en el que afirmaba «La raza, para nosotros, está constituida por el habla y la fe, que son espíritu, y no por las cualidades protoplásmicas».

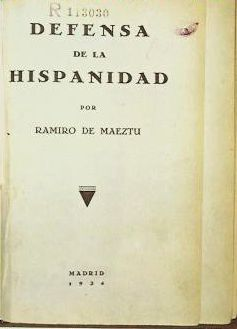
Primera edición de Defensa de la Hispanidad (1934) de Ramiro de Maeztu.

Maeztu no creía en la igualdad de las razas, como lo demuestra su arraigado antisemitismo. Para él, como para la inmensa mayoría de los europeos de la época, la «blanca» era la raza superior y en su libro despreciaba a los judíos y a los árabes, y a las «muchedumbres de Oriente» y consideraba «razas atrasadas» a las razas no blancas que formaban la Hispanidad. La misión de la raza "superior", sin embargo, no era segregar u oprimir a las razas inferiores, sino civilizarlas y llevarlas a la fe verdadera. Un planteamiento que era compartido por otros nacionalistas españoles antiliberales como José María Pemán, quien después de alertar de la decadencia de la civilización blanca y cristiana invadida por la «nigricia» y el «asiatismo» —el jazz era para Pemán «música bárbara y salvaje» y ponerse moreno en la playa conseguir «carnes africanizadas»—, hablaba de que, como hizo España en América, había que buscar «otras razas lejanas e inferiores y consumar en ellas... colaborando con el mismo Hacedor del Universo, esa labor magna y única de blanquear rostros y abrir los ángulos encefálicos, para meter en ellos el pensamiento luminoso y civilizador de la bendita raza de Castilla». Esta apología del mestizaje revestido de universalismo cristiano —España «transfundió su sangre y su espíritu en las otras razas inferiores, creando así el tipo de mestizo, que es todo lo contrario a la fundación de una raza, porque es la obra de un pueblo espiritual que no concebía más raza que aquella raza universal de los redimidos en Cristo», escribió Pemán en otra ocasión— fue compartida por el fascista Ernesto Giménez Caballero cuando afirmaba que España no era racista sino «raceadora».
Aunque el racismo de las derechas españolas era ante todo misionero y cristiano (uno de los componentes del llamado nacionalcatolicismo y que Trevor-Roper equipara al fascismo clerical), hubo más de un intento de conciliarlo con el racismo ario nazi. El más importante lo protagonizó el psiquiatra militar Antonio Vallejo-Nájera con su propuesta de «higiene racial» para formar una «aristocracia eugenésica» de la «raza española», definida con «índices biopsíquicos» por su espíritu cristiano, cuyos "puntos cardinales" son «estimular la procreación de los superdotados física y psíquicamente; favorecer el desarrollo integral del niño y del joven; y crear un medio ambiente favorable para la raza selecta». Así, no es partidario de la educación de los hijos de los obreros, con alguna excepción, porque su «genotipo contiene incrustadas tendencias difícilmente eliminables en la primera generación», y desaconseja que tengan descendencia los «tipos biopsíquicos indeseables»: criminales natos, psicópatas, amorales, vagabundos, anormales sexuales, prostitutas congénitas, etc. Con la "higiene racial" se lograría formar «una supercasta hispánica, étnicamente mejorada, robusta moralmente, vigorosa en su espíritu [cristiano]». Como ha señalado Gonzalo Álvarez Chillida, «Vallejo admira sin duda los objetivos del racismo nazi, pero los busca dentro de los límites del catolicismo». Más radicalmente racistas arios y antisemitas fueron el catedrático de medicina Misael Bañuelos, que publicó en 1941 Antropología actual de los españoles, o el escritor monárquico Rafael López de Haro con su novela Adán, Eva y yo publicada en 1939.
Misael Bañuelos también recurrió a las doctrinas racistas para justificar la superioridad de los castellanos, columna vertebral de España, sobre el resto de los pueblos peninsulares. Así afirmó que en el norte de Castilla, de donde él procedía, no había habido mezcla racial con "preasiáticos" como fenicios y judíos como había sucedido en las regiones "separatistas". Precisamente para Bañuelos la decadencia de España se había producido cuando los nórdicos habían sido desplazados por los de raza inferior. Una idea que fue compartida por otros nacionalistas españoles de derechas durante la República, incluido el líder de Falange Española José Antonio Primo de Rivera, que explicaban el carácter revolucionario de ciertas regiones por ser "hermanos de raza" de los "bereberes del Norte de África" o por tener "sangre mora", lo que les hacía oponerse a la "España germánica", a la "nobleza gótica", perteneciente a la raza aria. Esta visión era compartida por Vallejo-Nájera que también interpretó la guerra civil en clave racial: «Hoy como durante la Reconquista, luchamos los hispano-romano-godos contra los judeo-moriscos. El tronco racial puro contra el espurio [...] El tronco racial marxista español es judeo-morisco, mezcla de sangre que le distingue psicológicamente del marxista extranjero, semita puro».
Bajo la influencia del racismo nazi hubo literatura sobre eugenesia a principios de los años 1940 (tema que, por otra parte, tampoco estaba ausente de la reflexión intelectual en la Europa nórdica y Estados Unidos) en la que destacó también el psiquiatra militar Vallejo-Nájera.

«Si militan en el marxismo de preferencia psicópatas antisociales, como es nuestra idea, la segregación total de estos sujetos desde la infancia, podría liberar a la sociedad de plaga tan terrible.»
Antonio Vallejo-Nájera La locura de la guerra. Psicopatología de la guerra española

También durante esa época, el CSIC patrocinó trabajos pseudocientíficos que pretendían justificar la actuación colonial de España en África bajo criterios de superioridad racial sobre los negros.
Asimismo, coincidiendo con la Segunda Guerra Mundial, el régimen franquista recurrió a la retórica antisemita en sintonía con los aliados alemanes y que buscaba precedentes en la españolidad entendida como raza identificada con el cristiano viejo y la limpieza de sangre del pasado inquisitorial. A partir de la victoria aliada, y del impacto de las evidencias del Holocausto, se desprestigió de tal manera el racismo que a mediados del siglo XX pocos se atrevían a defenderlo. La posición oficial en España era definir al español como el menos racista de todos los pueblos colonizadores, tomando al mestizaje como prueba; incluso se enaltecía la aportación cultural de los gitanos, tomando a individualidades artísticas del mundo del flamenco y de la tauromaquia (roles similares a los de los negros en Estados Unidos); y se presumía de la pretendida protección dada a los judíos durante la persecución nazi (como la que proporcionó el diplomático Ángel Sanz Briz en la legación de Budapest).

### El racismo en el nacionalismo vasco

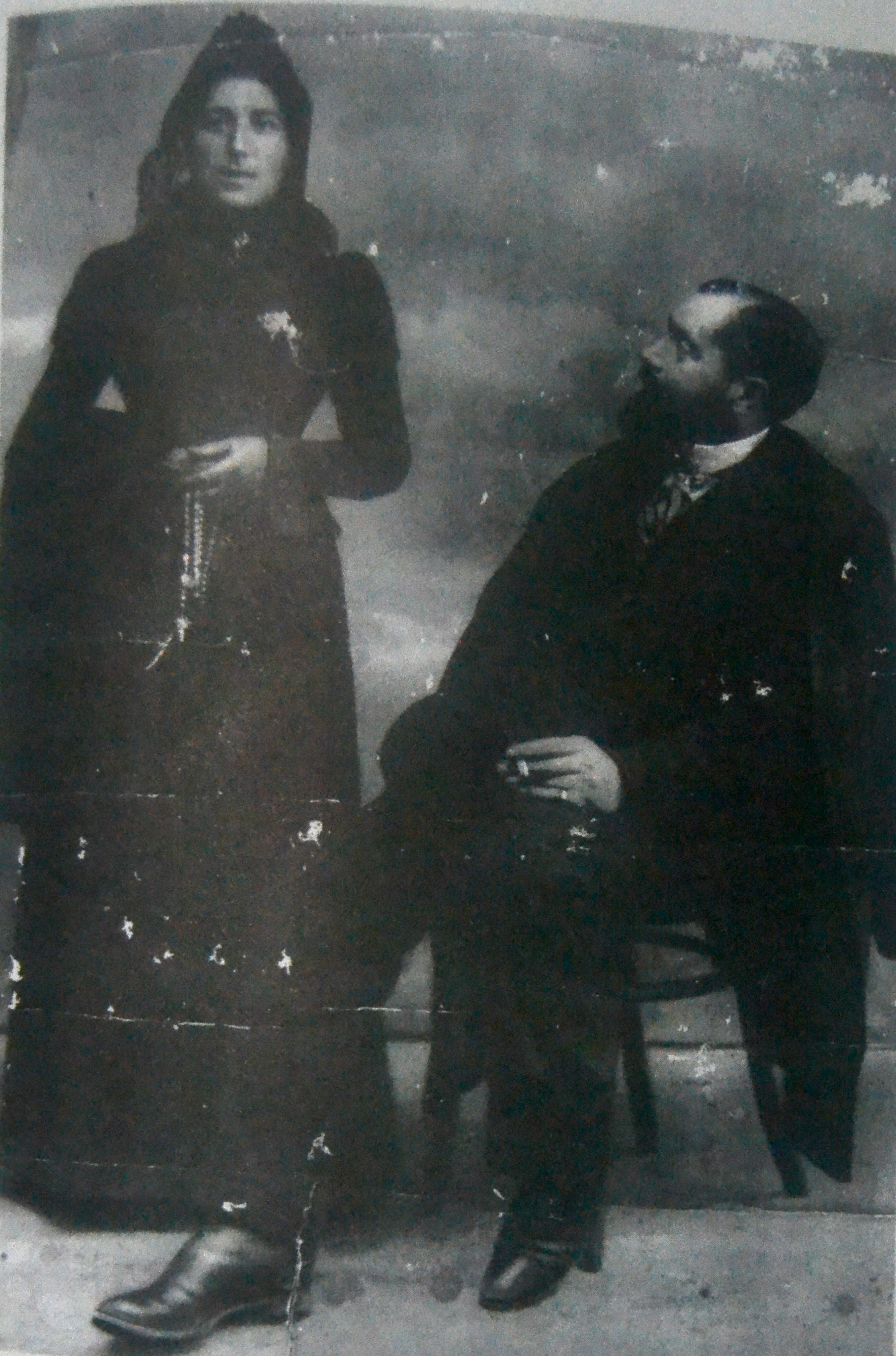
Sabino Arana y su esposa Nicolasa Achicallende, una joven «de costumbres puras» y «piadosa y casta» con quien se casó en 1900, después de asegurarse de que su primer apellido era vasco. «Todos los vascos descendemos de aldeanos, de caseríos» por lo que «mi casamiento sería ejemplo en vez de mengua», escribió Arana, haciendo frente a las críticas que había recibido de sus correligionarios de Bilbao por haberse casado con una aldeana. De viaje de novios fueron a Lourdes, para ponerse a los pies de la Virgen.

La idea de la pureza de la "raza vasca", un término que ya empleó el jesuita Manuel Larramendi en el siglo XVIII, tuvo su origen en el mito foralista de que los vascos descendían directamente y sin mezcla alguna del primer poblador de la península, el nieto de Noé Tubal, quien habría traído las leyes forales, el euskera, el monoteísmo y la nobleza originaria. Así el "tubalismo vasco" servía para defender la hidalguía universal de los "vizcaínos" establecida en sus fueros, que prohibían la presencia de "cristianos nuevos" debido a su origen "moro" o "judío". Por eso en la España casticista ser vizcaíno era sinónimo de limpieza de sangre y de "cristiano viejo". En el siglo XIX el vascofrancés Augustin Chaho sustituyó el "tubalismo" por el mito ario al hacer descender a los vascos de un patriarca indo-persa Aitor, emparentando así el euskera con el sánscrito -aunque el tubalismo será recuperado a final de siglo por Sabino Arana-. El mito de la pureza de la "raza vasca" alcanzará gran difusión gracias a Amaya o los vascos en el siglo VIII, una obra antisemita de Francisco Navarro Villoslada publicada como folletón entre 1877 y 1879.
El racismo fuerista vasco culmina con Sabino Arana, fundador del nacionalismo vasco y heredero de la obsesión casticista española de la limpieza de sangre, que es lo que para él significa la pureza racial vasca: que entre los ascendentes de los vascos no hay ningún "moro", ni ningún judío —del que dice «no tiene más ideal que el vil y ruin de las riquezas»—, lo contrario de lo que ocurre con la contaminada "raza española", que por ello se ha convertido en una raza impía —«las razas árabe y hebrea habíanse ya entremezclado con la raza española... inoculándole el virus anticristiano», escribe—. Por eso Arana defiende el independentismo, porque es la única forma de que los vascos puedan alcanzar la salvación al conseguirse así la separación completa y total de la "raza española" -«el grito de independencia, sólo por Dios ha sonado», afirma Arana-, al igual que se hizo en España en los siglos XVI al XVIII por medio de los estatutos de limpieza de sangre -separar a los cristianos viejos de los cristianos nuevos de origen judío o "moro"-. Este es el fundamento del "racismo separatista visceralmente antiespañol" —como lo llama el historiador Gonzalo Álvarez Chillida— de Sabino Arana, que ve en peligro la salvación de los vascos a causa de la "invasión maketa" —los obreros españoles que están emigrando a Vizcaya a trabajar en sus industrias y en sus minas— porque el contacto con el maketo —«irreligioso e inmoral», «pestífera influencia», cuyos frutos son «criminalidad, irreligiosidad, inmoralidad, indigencia, enfermedades»— extravía al vasco y lo lleva a la impiedad y al pecado. Para Arana el objetivo del maketo es «extinguir nuestra raza», en el sentido que «aspira a nuestra muerte», lo mismo que pretenden hacer los judíos. Por eso pide a los vascos que mientras no se alcance la independencia aíslen a los maketos «en todos los órdenes de las relaciones sociales» y cuando se alcance que sean expulsados..

### El racismo en el nacionalismo catalán

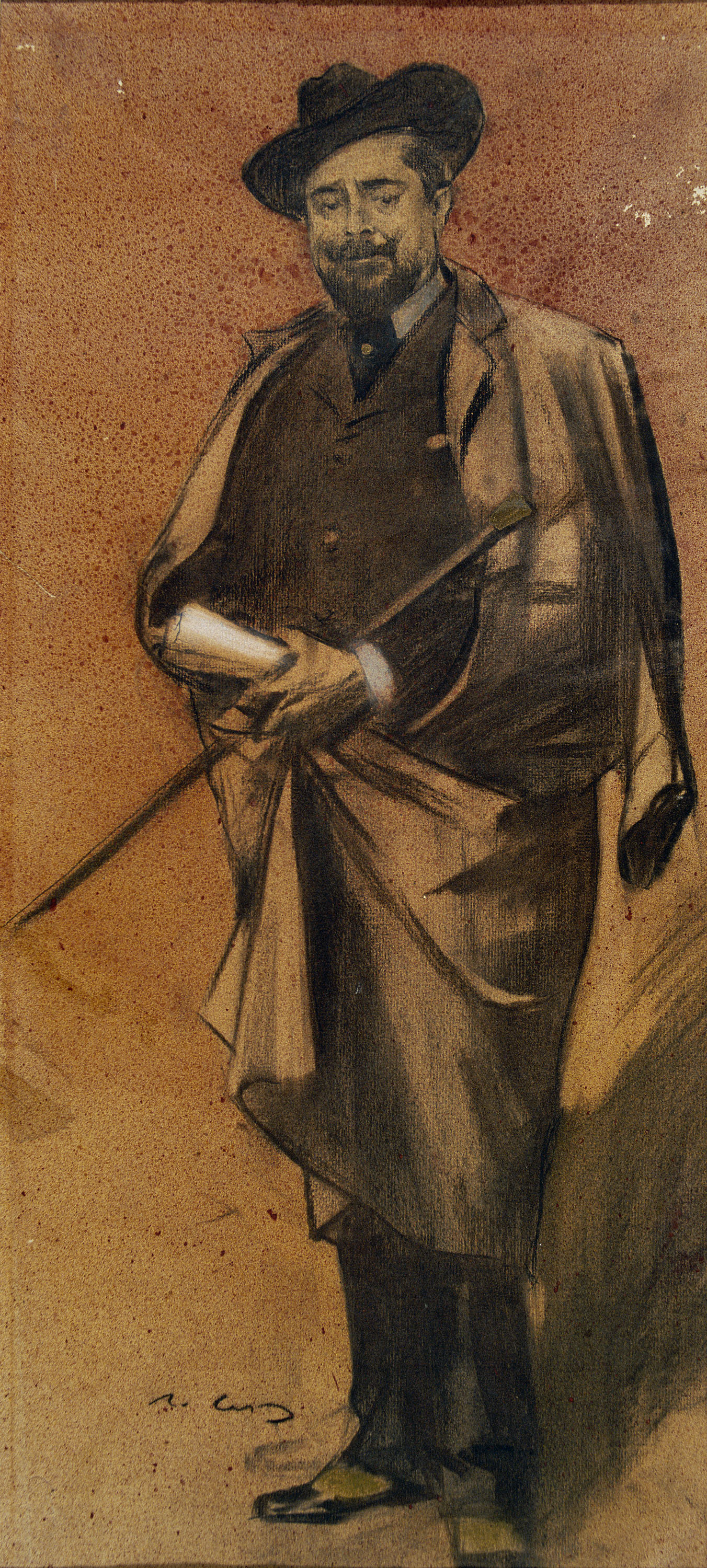
Retrato de Pompeu Gener Peius por Ramon Casas (MNAC).

Como ha señalado Gonzalo Álvarez Chillida, "aunque el catalanismo sea mucho más plural y moderno que el aranismo, muchos catalanistas acudieron al racismo para justificar la dicotomía catalán-castellano/español", aunque el "racismo catalanista, no tuvo la centralidad que presenta en el pensamiento de Arana" ni estaba obsesionado con la idea de la pureza racial. Además, la mayor parte de los catalanistas no recurrieron a la dicotomía ario-semita, coincidiendo en esto con Arana, sino al viejo casticismo para diferenciar un norte peninsular libre de "moros" y judíos y un centro y un sur profundamente "semitizado". Uno de los pocos que utilizaron la oposición ario-semita para diferenciar al "catalán" del "español" fue Pompeyo Gener que publicó en 1887 Heregias, en el que contraponía un norte peninsular "ario" (latinos, celtas y godos), del que forman parte los catalanes, frente a un centro y un sur "semita".
En 1891 Joaquim Casas-Carbó aseguraba en un artículo que los catalanes provenían de los celtas, tesis que sería recogida, junto con la de Gener, por el alcalde de Barcelona, el doctor Bartomeu Robert, en la conferencia que pronunció en el Ateneo de Barcelona en 1899 con el título La raça catalana. Una idea similar era la que había sostenido el propio Enric Prat de la Riba, el líder del nacionalismo catalán conservador, un año antes en París cuando afirmó que los pueblos catalán y castellano o español «son la antítesis el uno del otro por la raza, el temperamento y el carácter» ya que más allá del Ebro predominaba «el carácter semítico» y la «sangre árabe y africana». Además durante esos años del cambio de siglo fueron frecuentes los artículos que contraponían el carácter ario y europeo de los catalanes frente al carácter semita y africano de los españoles, incluyendo a veces alusiones racistas hacia los inmigrantes de otras regiones. El caso más claro de racismo "científico" catalanista fue el de Pere Màrtir Rossell i Vilar que publicó en 1917 Diferències entre catalans i castellans y en 1930 La Raça. Otro exponente del racismo catalanista fue el economista, demógrafo y estadístico Josep Anton Vandellós que en 1932 hizo público un manifiesto, apoyado por destacados miembros del Instituto de Estudios Catalanes, en el que se oponía a la mezcla de los catalanes de pura cepa con los inmigrantes pobres llegados del resto de España. Tesis que retomó en dos libros publicados en 1935: La inmigració a Catalunya y Catalunya, poble decadent. Sin embargo, y a pesar de la existencia de estos racistas, nunca llegó a formarse un movimiento racista en Cataluña.

### El racismo en el nacionalismo gallego

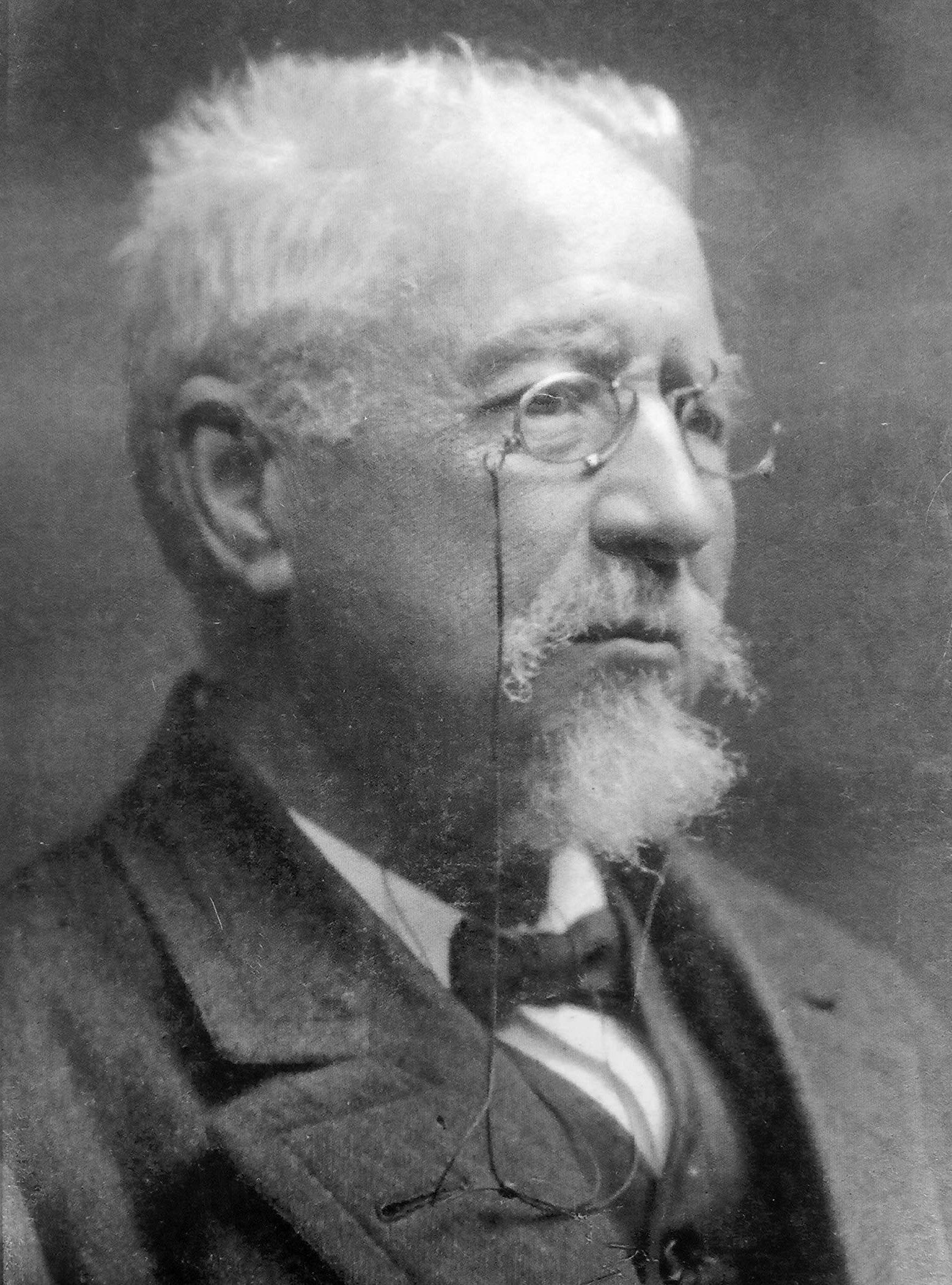
Manuel Murguía.

Manuel Murguía recurrió al racismo ario para definir la nacionalidad gallega al vincularla al celtismo. Así Murguía, como Gener para la "raza catalana", contrapone el gallego ario —«el celta es nuestro único, nuestro verdadero antepasado», afirma— frente al "español" semítico-africano, aunque en él no existe la obsesión de Arana por la pureza y la segregación raciales. Más radicalmente racista —y paulatinamente también antisemita— fue Vicente Risco que encabezará el ala derecha del galleguismo en el primer tercio del siglo XX. En 1920 publica Teoría do Nacionalismo Galego, la biblia o evangelio del galleguismo según el periódico A Nosa Terra, en el que «interpreta la historia de Europa como la lucha permanente y cíclica entre el Mediterráneo racionalista, clasicista y decadente, y la civilización atlántica, representada por las siete naciones célticas, que encarnan el irracionalismo y el dinamismo vitalista, con una gran misión que cumplir en el mundo». Su racismo y antisemitismo se acentúan en los años 1930 poniendo como modelo la defensa del catolicismo y de la pureza racial de los vascos y llegando a apoyar al nazismo que justifica como una «reacción vital de la nación alemana» frente a marxistas, capitalistas y judíos -«el judío es la gran fuerza desgarradora, el fermento de la disolución social», afirma-. Tras el alzamiento militar de 1936 abandona su militancia galleguista y apoya al bando sublevado en la guerra civil española, justificándola como una cruzada religiosa. En 1944 publica la Historia de los judíos en el que desarrolla sus tesis antisemitas.

## SigloXXI

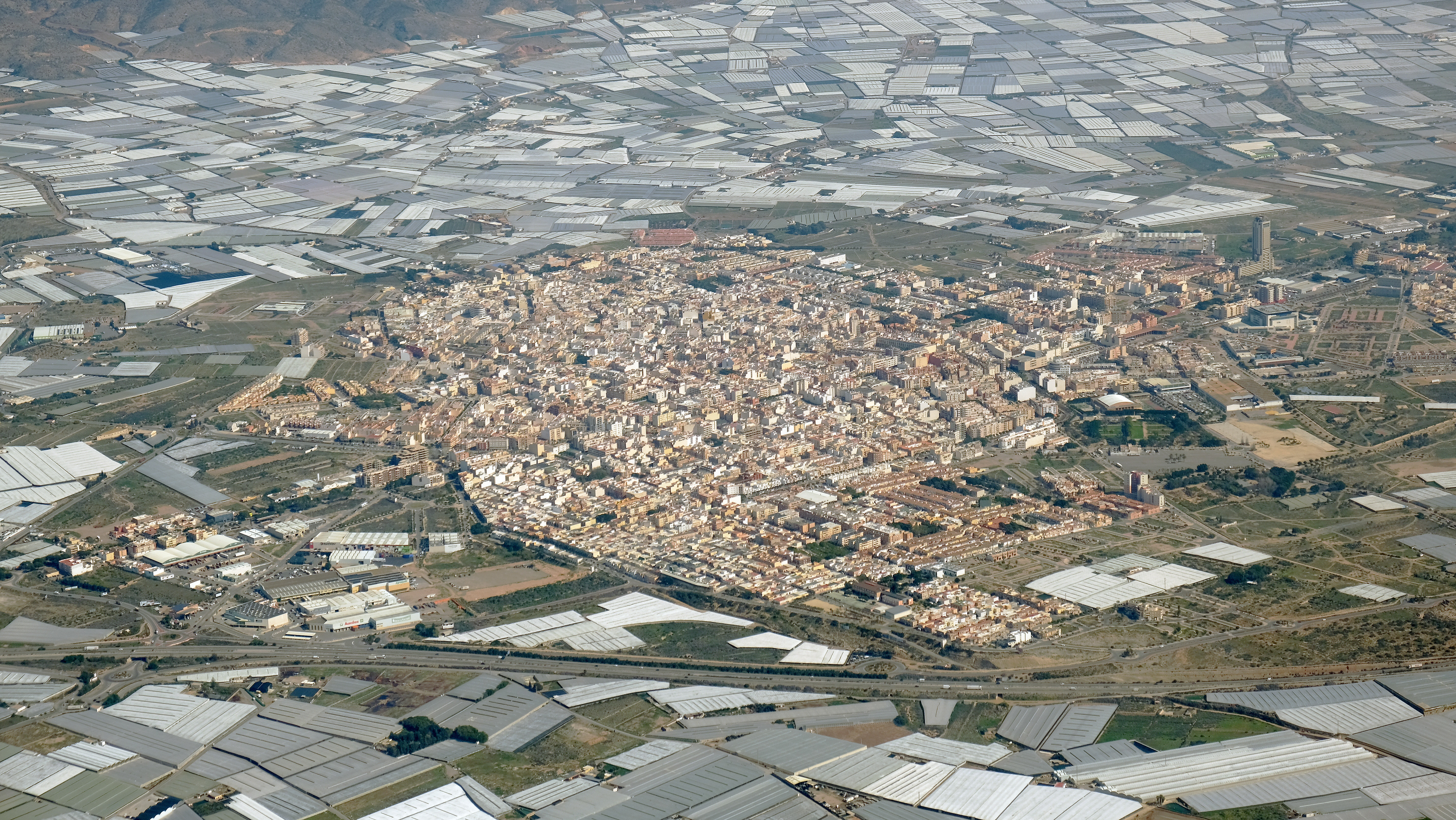
Vista aérea de la localidad de El Ejido, rodeada de los cultivos bajo plástico en los que trabajan los inmigrantes, en su mayoría marroquíes, y que fueron las víctimas de la violencia racista y xenófoba de los días 5, 6 y 7 de febrero de 2000

El nuevo siglo XXI se abrió con uno de los incidentes racistas más graves ocurridos en España y que sería conocido como los sucesos de El Ejido, por el nombre de la localidad almeriense donde tuvieron lugar los hechos los días 5, 6 y 7 de febrero de 2000. El desencadenante de la «barbarie racista», como la calificó el diario El País, fue el asesinato de una joven de El Ejido, Encarnación López, de 26 años, perpetrado por un inmigrante magrebí que estaba bajo tratamiento psiquiátrico, lo que se sumaba al asesinato el 22 de enero de dos agricultores, también cometido por un inmigrante. No se produjo ningún muerto, aunque hubo veintidós heridos (siete inmigrantes, nueve policías y seis ejidenses). En El Ejido los inmigrantes constituían alrededor de un tercio de la población como mano de obra de los cultivos bajo plástico. «Este fin de semana, en El Ejido, la vida de un inmigrante, y menos aún sus propiedades, no valía un duro. Todo el odio, larvado durante años entre dos comunidades que se necesitan económicamente y que se rehúyen socialmente, estalló en una orgía vandálica que no respetó a nada ni nadie ajeno al propio pueblo. Una explosión de violencia espontánea, sin organización ni líderes. Lo más temible para la policía», comentaron el lunes 7 de febrero las dos periodistas de El País que cubrieron los hechos. Tras los sucesos de El Ejido los medios de comunicación comenzaron a prestarle mucha más atención a la xenofobia y al racismo en España y a los temas relacionados con la inmigración.
Once años después de los sucesos de El Ejido un hombre que participó en la oleada de violencia ―entonces tenía 35 años― manifestó lo siguiente cuando fue entrevistado por una investigadora de la Universidad de Almería:

La gente se enfadó mucho [al conocerse el asesinato de Encarnación López]. Todos salimos a la calle a aporrear a los moros. Los moros son los peores. Ellos solo quieren trabajar para ganar dinero y mandarlo todo a Marruecos. Les estuvo bien empleado. Yo no me fio de ninguno aunque alguno bueno habrá. Mi mujer no quería que saliese a la calle por si me pasaba algo, pero todos mis amigos estaban ahí y yo no iba quedarme atrás. Había que pararles los pies como fuese.
 Yo lo que digo es que vengan, trabajen y se vayan a su país. Cuando se quedan sin trabajo lo único que hacen es sentarse en los bancos y meterse con las mujeres. También roban y destrozan muchos invernaderos por las noches. Pues ya se sabe que la pobreza es muy mala pero que se estén quietos. Ahora con la crisis hay muchos españoles en paro, pues que se vayan a su país y que dejen trabajar a los españoles que ellos ya han ahorrado. Que esa es otra, aquí no se gastan ni un duro. Todo el dinero lo mandan a sus países.
 Se meten siete u ocho ahí, todos en el mismo piso para no gastarse ni un duro o viven en cortijos que ellos hacen robando de aquí y de allí. A mi quien me da lástima son los niños y las niñas que no van a la escuela. Y las niñas que tienen que llevar ese pañuelo en la cabeza con el calor que hace. Ellos esconden a sus mujeres pero con las nuestras bien que se meten.
Nosotros lo que queríamos es que se hiciese justicia. A los moros aquí nunca les pasa nada, con la cosa de que no tienen nada. Estamos arreglados. Pues yo estuve con mis amigos porque no podíamos dejar que ellos tomaran el control. Además, había que apoyar a la familia de la muchacha que mataron. Yo no rompí nada pero sí grite.
[¿Cree que hay racismo en El Ejido?, le pregunta la entrevistadora] Racismo, racismo yo creo que no. Pero a los moros que se portan mal deberían de mandarlos a su país de vuelta. Así seguro que aprenderían.

En enero de 2021 el Consejo para la Eliminación de la Discriminación Racial o Étnica (CEDRE), organismo autónomo adscrito a la Dirección General para la Igualdad de Trato y Diversidad Étnico Racial del Ministerio de Igualdad, presentó un informe titulado Percepción de la discriminación por origen racial o étnico por parte de sus potenciales víctimas en 2020. Se basaba en una encuesta realizada a 1624 personas, que constituían una muestra representativa de los principales grupos étnicos existentes en España: personas de nacionalidad extranjera que son originarias de África, Asia y América, descendientes de la población extranjera emigrada a España, así como población gitana.
Según el resumen del informe que publicó Newtral, «el 51,8% de las personas entrevistadas manifiestan haber sufrido discriminación en, al menos, una de las situaciones planteadas en la encuesta; situaciones tales como trato despectivo, insultos, violencia verbal, discriminación en el ámbito laboral o de la vivienda, marginación y exclusión social. Y de quienes afirman haber sufrido discriminación por motivos raciales o étnicos, un 55% considera que el motivo ha sido su color de piel y rasgos físicos, un 38% por las costumbres y comportamientos culturales, y un 33% por sus creencias religiosas e indumentaria. En cuanto al motivo más prevalente —color de piel y rasgos físicos—, este es aún mayor entre la población del África no mediterránea (82%) y entre la población gitana (71%). Por otro lado, el motivo menos prevalente —creencias religiosas e indumentaria— supera la media cuando se trata de población indo-pakistaní (45%) y magrebí (56%)».

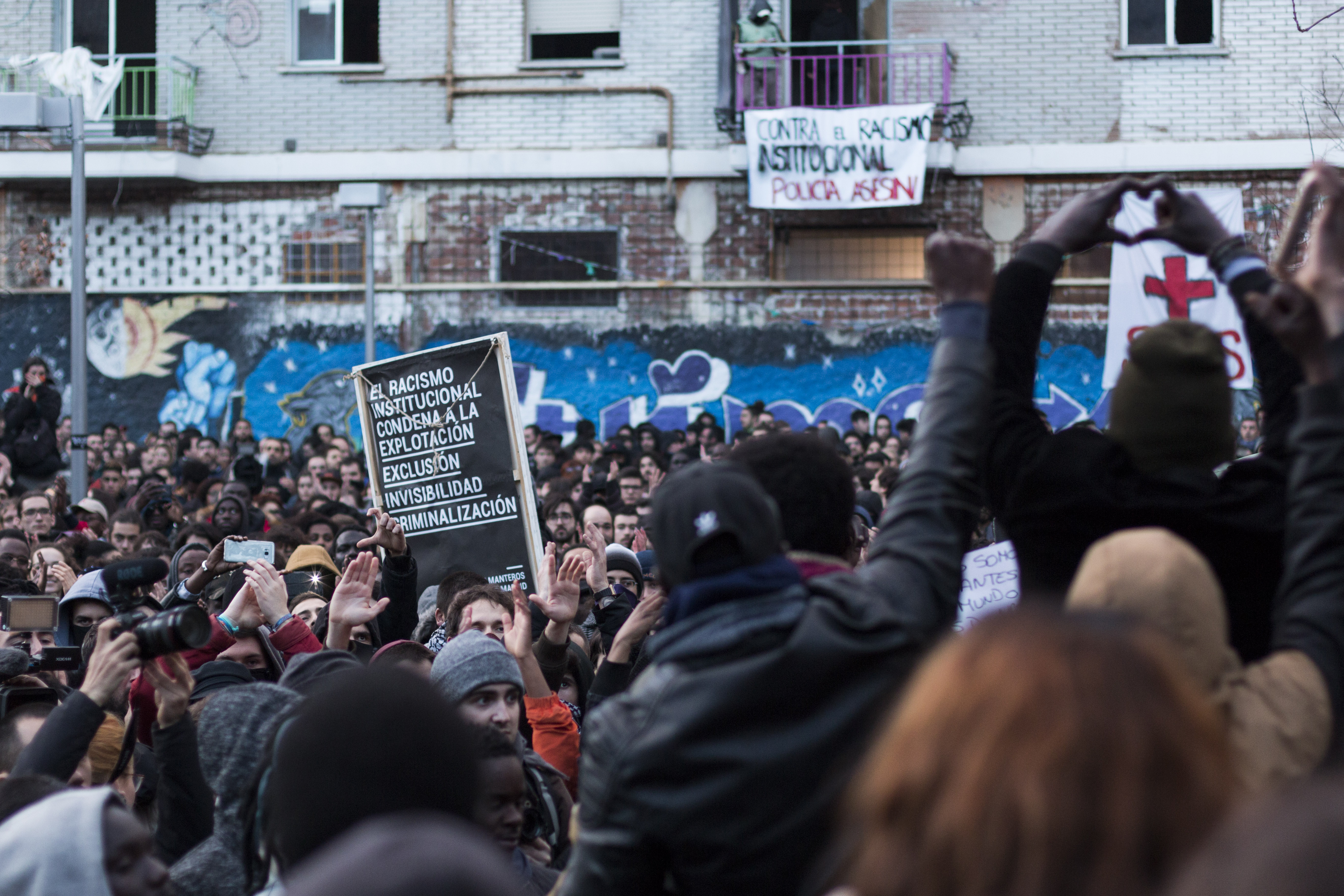
Concentración en Lavapiés contra la muerte del mantero senegalés Mmame Mbage tras una supuesta persecución de la policía (marzo de 2018). Los convocantes de la manifestación usaron el lema «contra el racismo institucional asesino».

El informe del CEDRE también analizaba la discriminación que se produce en los distintos ámbitos comparando los resultados con el anterior estudio que se realizó en 2013. Así se constataba que la discriminación (o la percepción de la misma) había aumentado en el ámbito sanitario, en el educativo y en el de la vivienda, y habría disminuido en el policial y en el laboral; se mantiene prácticamente igual en el administrativo y en el ámbito vecinal. El informe destacaba que el ámbito en que se había producido un mayor aumento, pasando del 16% al 31%, había sido en el del acceso a la vivienda y que las personas que más habían experimentado esa discriminación habían sido las de origen africano no mediterráneo o magrebí y las de etnia gitana.
Newtral destacó que los datos del informe del CEDRE coincidían con los aportados en 2003 por Carlota Solé, catedrática y directora del Grupo de Estudios sobre Migraciones y Minorías Étnicas de la Universidad Autónoma de Barcelona. En su investigación Solé había concluido que, en España, «la población activa inmigrante extracomunitaria sufre una discriminación negativa en comparación con los trabajadores autóctonos, tanto en el acceso al empleo como en las condiciones laborales, independientemente de su nivel educativo, titulación o experiencia laboral previa». «Mientras los inmigrantes no puedan superar esta vulnerabilidad en el mercado laboral, su integración socioeconómica será imposible», apuntaba entonces Carlota Solé.
Según las estadísticas del Ministerio del Interior, el número de delitos de odio en 2017 aumentó un 11% y ascendió a 1419 (en 2016, 1272), incluidos los relacionados con el racismo y la xenofobia (524; en 2016, 416).

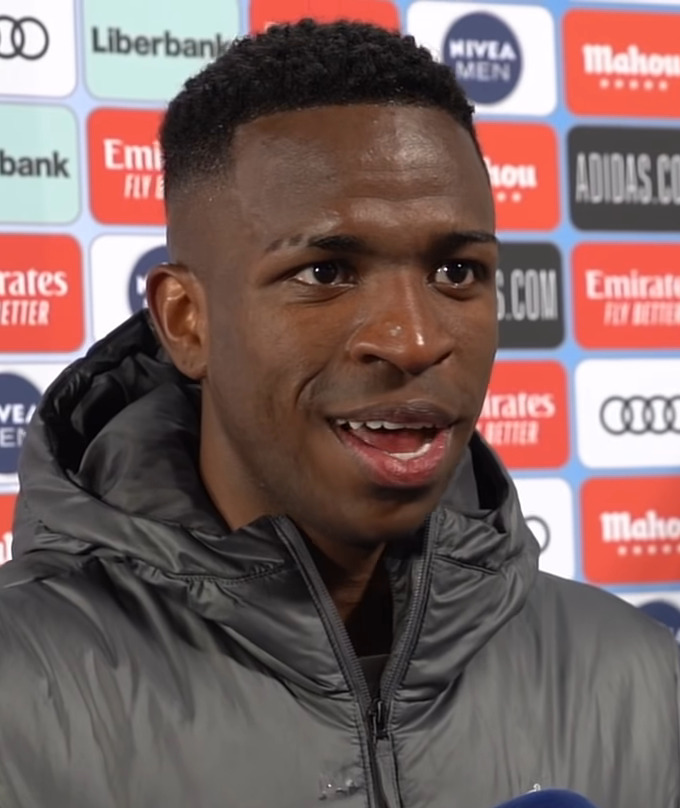
El jugador de fútbol brasileño Vinicius Júnior ha sido objeto de reiterados insultos racistas desde las gradas de los estadios de los equipos que se enfrentaban al suyo, el Real Madrid. El "caso Vinicius" saltó a los medios de todo el mundo tras los gritos y gestos racistas proferidos contra él en el estadio de Mestalla el 21 de mayo de 2023.

En 2008 el diario El País informaba de que tres soldados inmigrantes habían recibido una paliza por parte de una decena de militares embozados. Estos tres soldados se habían incorporado al Ejército gracias a que en 2004 se abrió esa posibilidad para personas originarias de Hispanoamérica o de Guinea Ecuatorial. En el artículo se destacaba que la agresión «no tenía precedentes en las Fuerzas Armadas españolas» y se citaban unas declaraciones del ministro de Defensa, José Antonio Alonso, en las que había calificado el incidente de «caso aislado» y había destacado que «el Ejército es un poderoso mecanismo de integración [de los inmigrantes] en la sociedad española». En aquel momento las Fuerzas Armadas españolas contaban con 5440 extranjeros, lo que representaba casi el 7% de los efectivos de tropa y marinería.
El domingo 21 de mayo de 2023 el jugador de fútbol brasileño Vinicius Júnior fue objeto de insultos racistas desde la grada del Estadio de Mestalla durante el encuentro entre el Valencia C.F. y el Real Madrid. El partido se detuvo unos minutos pero no fue suspendido. La noticia dio la vuelta al mundo. El presidente de Brasil Lula da Silva acusó a España de ser un «país racista». La policía detuvo a tres aficionados del Valencia C.F. como presuntos autores de los insultos. El club fue sancionado con el cierre de la grada de donde provinieron la mayor parte de los insultos durante cinco jornadas. No era la primera vez que Vinicius sufría insultos racistas en un estadio de fútbol.

Localización de Torre-Pacheco en la Región de Murcia.

Del 11 al 14 de julio de 2025 tuvieron lugar los sucesos de Torre-Pacheco durante los cuales habitantes de origen marroquí de la localidad murciana de Torre-Pacheco (el 30% de la población) fueron agredidos y algunos de sus negocios asaltados, tras conocerse que el miércoles 9 un vecino de 68 años había sido golpeado brutalmente por un joven de ese origen (sería  detenido e ingresó en prisión sin fianza por orden del juzgado de San Javier, cabeza del partido judicial al que pertenece Torre-Pacheco). Desde las redes sociales se alentó a la «cacería» de los inmigrantes, en la que participaron grupos «ultras» llegados desde diferentes puntos de España. Vox justificó las agresiones y responsabilizó de la violencia al gobierno del socialista Pedro Sánchez. Un fuerte despliegue de la Guardia Civil y de la Policía local impidió que los disturbios continuaran. Desde algunos sectores se comparó lo ocurrido en Torre Pacheco con los sucesos de El Ejido de 25 años antes.